# Binger
Binger é uma cidade  localizada no estado norte-americano de Oklahoma, no Condado de Caddo.

## Demografia
Segundo o censo norte-americano de 2000, a sua população era de 708 habitantes. 
Em 2006, foi estimada uma população de 699, um decréscimo de 9 (-1.3%).

## Geografia
De acordo com o United States Census Bureau tem uma área de 
2,0 km², dos quais 2,0 km² cobertos por terra e 0,0 km² cobertos por água.

## Localidades na vizinhança
O diagrama seguinte representa as localidades num raio de 28 km ao redor de Binger. 